# Friedrich Greil
Friedrich Greil (* 8. Dezember 1902 in Halberstadt; † 8. Januar 2003) war ein deutscher Lehrer und Rundfunkmoderator.

## Leben
Friedrich Greil wurde 1902 als Sohn eines Reichsbahnbeamten geboren und wandte sich früh den Künsten zu. Nach seiner abgeschlossenen Schulausbildung absolvierte er eine Lehre als Grafiker.
Beim Lesen der von Lafcadio Hearn übersetzten japanischen Schriften entwickelte Greil ein starkes Interesse an japanischer Malerei, Zen-Buddhismus und dem Kabuki-Theater. Zwischen 1925 und 1926 unternahm Greil aber zunächst mehrere Wissen- und Kulturreisen durch Europa. 1927 knüpfte er dann aber Verbindungen zu Japan über Deutsch-Japanischen Kulturinstitut. Durch ein Empfehlungsschreiben ebnete ihm dessen Leiter Friedrich Max Trautz den Weg nach Japan.
Friedrich Greil machte sich 1928 auf die lange Reise nach Japan. Im Oktober 1928 ging er im Hafen von Shimonoseki im Süden Japans an Land. In Fernost angekommen fand Greil Anstellung als Deutschlehrer an der Medizinischen Hochschule Tokio, an der auch er seine spätere Frau, die Studentin Masako Sasaki, kennen lernte.
Von 1936 bis 1937 arbeitete Greil als Kunstlehrer an der Deutschen Schule Tokyo in Omori. Zudem unterrichtete er als Hochschullehrer Deutsch bis 1978 unter anderem an der Hitotsubashi-Universität und an der Chiba-Universität.
1937 gründete er mit seinem Freund Hideichiro Yamakawa die deutschsprachige Sendeabteilung der japanischen Rundfunkgesellschaft Radio Japan – NHK World. Greil wurde in den folgenden Jahrzehnten unter den Nutzern des globalen Kurzwellen-Radio bekannt und erwarb sich den Ehrennamen Die deutsche Stimme aus Japan. Gesendet wurde, mit kriegsbedingter Unterbrechung, von 1937 bis 2007, zuletzt zweimal täglich je dreißig Minuten auf Deutsch. Er verlas die deutsche Übersetzung der Kapitulation Japans und der berühmten Rede des Tenno, mit der dieser zugleich auf seinen Status als Gott verzichtete.
Für seine Verdienste im interkulturellen Austausch zwischen Japan und Deutschland wurde Friedrich Greil durch den japanischen Kaiser Hirohito mit mehreren Orden ausgezeichnet. Zudem wurde ihm Ende der 80er Jahre vom damaligen Bundespräsidenten Richard von Weizsäcker das Bundesverdienstkreuz am Bande verliehen.
Am 8. Dezember 2002 feierte Friedrich Greil seinen 100. Geburtstag. Nur etwa einen Monat später verstarb er schließlich in seiner Wahlheimat Japan.